# Tour de l'Iran
El Tour de l'Iran és una cursa ciclista per etapes iraniana que es disputa anualment al mes de juliol. Creada el 1986, va tenir el nom de Tour de l'Azerbaidjan, fins al 2012, ja que la cursa transita pel territori de l'Azerbaidjan Iranià. Forma part de l'UCI Àsia Tour. Fins al 2003 la cursa fou amateur. Ghader Mizbani, amb set victòries, és el ciclista que més vegades l'ha guanyat.

## Palmarès

### Fins al 2003
| - 1986: Mohammad Reza - 1987: Mohammad Reza - 1988: Mohammad Reza - 1989: Hossein Mahmoudi - 1990: Hossein Mahmoudi - 1991: Tamer Avral | - 1992: Hassan Sharifzadeh - 1993: Kasta Kolov - 1994: Dmitriy Katmakov - 1995: Iuri Chekov - 1996: Sergei Belousov - 1997: Andrei Mizúrov | - 1998: Ahad Kazemi - 1999: Ahad Kazemi - 2000: Ghader Mizbani - 2001: Ahad Kazemi - 2002: Ghader Mizbani - 2003: Ahad Kazemi |

### A partir del 2004
| Any       | Vencedor             | Segon              | Tercer           |
| --------- | -------------------- | ------------------ | ---------------- |
| 2004      | Alexey Kolessov      | Mostafa Seyed      | Mert Mutlu       |
| 2005      | Ghader Mizbani       | Ahad Kazemi        | Omar Hasanein    |
| 2006      | Ghader Mizbani       | Ahad Kazemi        | Seyed Rezai      |
| 2007      | Hossein Askari       | Ghader Mizbani     | Rahim Ememi      |
| 2008      | Hossein Askari       | Ghader Mizbani     | Ahad Kazemi      |
| 2009      | Ahad Kazemi          | Hossein Askari     | Ghader Mizbani   |
| 2010      | Ghader Mizbani       | Amir Zargari       | Hossein Askari   |
| 2011      | Mahdi Sohrabi        | Hossein Askari     | Ghader Mizbani   |
| 2012      | Javier Ramírez Abeja | Abbas Saeidi Tanha | Hossein Askari   |
| 2013      | Ghader Mizbani       | Milan Kadlec       | Amir Kolahdozagh |
| 2014      | Ghader Mizbani       | Samad Poor Seiedi  | Ramin Mehrabani  |
| 2015      | Samad Poor Seiedi    | Rahim Emami        | Ramin Mehrabani  |
| 2016      | Samad Poor Seiedi    | Rahim Emami        | Arvin Moazemi    |
| 2017      | Rob Ruijgh           | Ilià Davidenok     | Nicola Toffali   |
| 2018      | Dmitry Sokolov       | Meron Abraham      | Venantas Lašinis |
| 2019      | Savva Novikov        | Cristian Raileanu  | Youcef Reguigui  |
| 2020-2021 | no disputat          | no disputat        | no disputat      |
| 2022      | Gianni Marchand      | Saeid Safarzadeh   | Dawit Yemane     |
| 2023      | Saeid Safarzadeh     | Anatoliy Budyak    | Anton Kuzmin     |
| 2024      | no disputat          | no disputat        | no disputat      |
| 2025      | Saeid Safarzadeh     | Milkias Maekele    | Yoel Habteab     |